# Aedilis
Een aedilis was een politiek ambt in de Romeinse Republiek. Zijn werkterrein was de stad Rome, waar hij als een soort burgemeester optrad. Zo waren de aediles verantwoordelijk voor het onderhoud van openbare gebouwen en het organiseren van grote publieke feesten. Zij hadden ook de macht om soldaten te gebruiken om het volk onder controle te houden (vergelijk met de huidige politie). Een aedilis was dus eigenlijk ook politiecommissaris die instond voor de handhaving van de openbare orde en goede zeden. Zo bestond een van hun taken in het registreren (en controleren) van meretrices (prostituees) of seksueel actieve weduwen in een speciaal daarvoor bestemde rol of register. Tegen betaling van een vectigalia meretricum (keizerlijke taks) verleende de aedilis hun dan een licentia stupri, een vergunning om ontucht te plegen.
In Rome waren er in de late Republiek vier aediles, waarvan er twee plebejers waren en de andere twee patriciërs. De patriciërs die aediles waren werden ook wel aediles curules genoemd. Zij krijgen een met ivoor ingelegde zetel in de senaat en stonden in voor de organisatie van de circusspelen, wat hen zeer populair maakte. De minimumleeftijd was 36 jaar. De aediles van plebejische afkomst worden de aediles plebis genoemd.
Het ambt was een stap in de weg die ambitieuze jonge Romeinen moesten volgen om de belangrijkste posten (de cursus honorum) te bemachtigen. Toch maakte het er officieel geen deel van uit, maar het ambt was toch populair: hiermee kon een politicus aan het volk tonen "hoeveel hij wel voor hen gaf".